# (35513) 1998 FL53
1998 FL53 (asteroide 35513) é um asteroide da cintura principal. Possui uma excentricidade de 0.10091780 e uma inclinação de 0.99676º.
Este asteroide foi descoberto no dia 20 de março de 1998 por LINEAR em Socorro.